# Yuan Meng
Yuan Meng (chin. upr. 袁梦, chin. trad. 袁夢, pinyin Yuán Mèng; ur. 9 maja 1986 w Hunan) – chińska tenisistka.
Ma na koncie 4 wygrane turnieje ITF w singlu oraz 1 w deblu. Jej pierwszym wygranym meczem w turnieju głównym imprezy WTA był pojedynek z Aiko Nakamurą w pierwszej rundzie rozgrywek w Guangzhou w 2005 roku. W tym turnieju zaszła do ćwierćfinału, po drodze pokonała jeszcze Sanię Mirzę (po kreczu Hinduski), by w końcu ulec Giseli Dulko w trzech setach. Najbardziej owocnym turniejem wielkoszlemowym był dla niej dotychczas Australian Open, gdyż zarówno w roku 2006, jak i 2008 zdołała osiągnąć drugą rundę. W pierwszym przypadku przegrała z ówczesną rakietą numer 2 na świecie, Kim Clijsters, natomiast w 2008 roku uległa rozstawioną z numerem 7 Sereną Williams.

## Wygrane turnieje rangi ITF
| turnieje z pulą nagród 100 000 $ |
| turnieje z pulą nagród 75 000 $  |
| turnieje z pulą nagród 50 000 $  |
| turnieje z pulą nagród 25 000 $  |
| turnieje z pulą nagród 15 000 $  |
| turnieje z pulą nagród 10 000 $  |

### Gra pojedyncza
|    | Data       | Turniej  | Kat. | Finalistka         | Wynik         |
| 1. | 13/03/2005 | Benalla  | ITF  | Marina Erakovic    | 6:4, 6:4      |
| 2. | 11/09/2005 | Pekin    | ITF  | Vilmarie Castellvi | 4:6, 6:4, 6:4 |
| 3. | 12/11/2006 | Shenzhen | ITF  | Iroda Tulyaganova  | 4:6, 7:5, 6:1 |
| 4. | 01/04/2007 | Hammond  | ITF  | Madison Brengle    | 6:2, 6:2      |

### Gra podwójna
|    | Data       | Turniej | Kat. | Partnerka       | Finalistki                  | Wynik    |
| 1. | 13/03/2005 | Benalla | ITF  | Julia Worobiewa | Lauren Cheung Lisa D'Amelio | 6:4, 6:3 |